# میکروفایبر

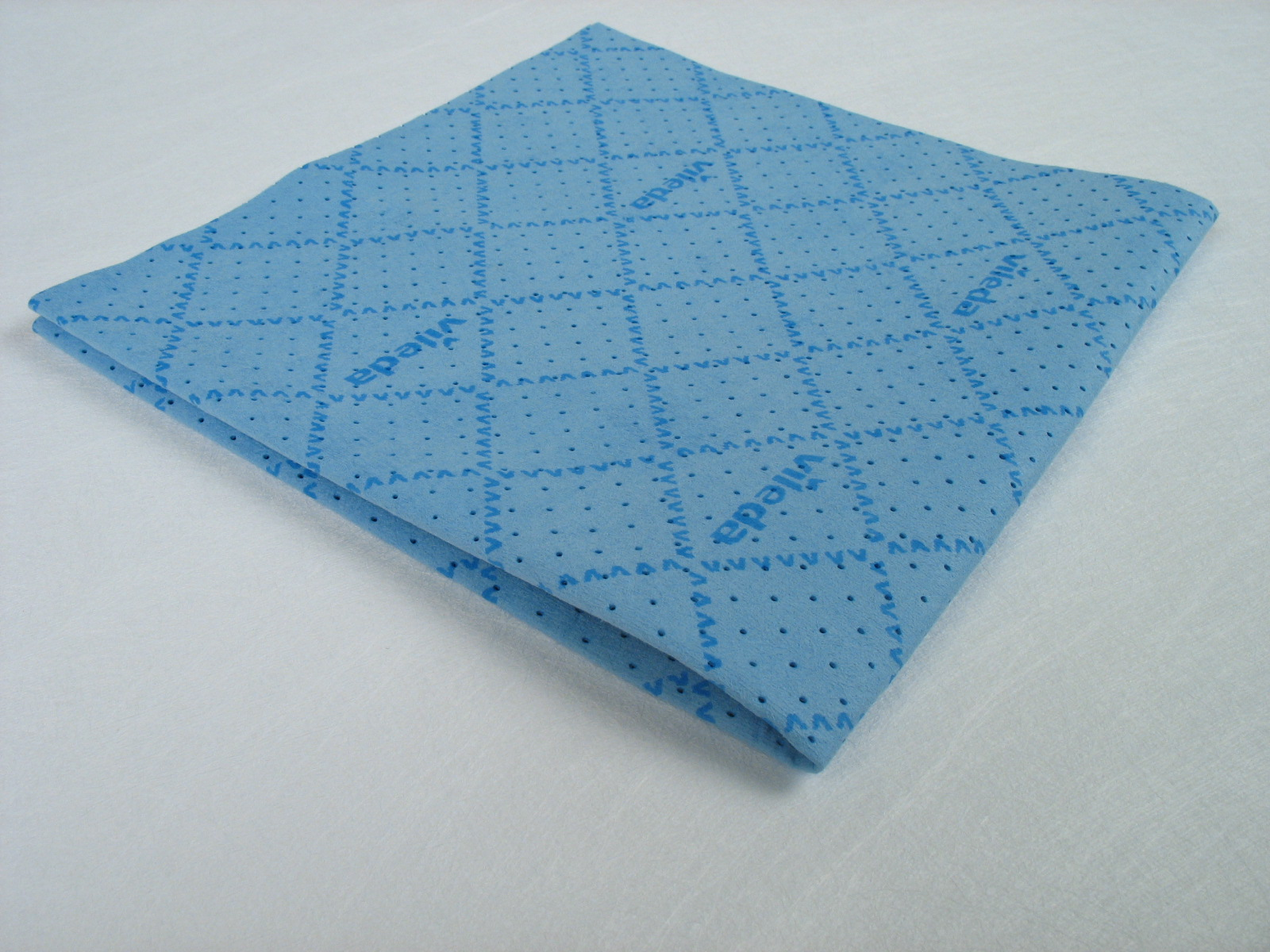
پارچه میکروفایبر مناسب برای تمیز کردن سطوح حساس

میکروفیبر (یا میکروفایبر) فیبر مصنوعی ظریف تر از یک دنیر (واحد اندازه‌گیری پارچه است) یا decitex/thread است که قطر آن کمتر از ده میکرومتر است. این الیاف رشته‌ای، از ابریشم حدود یک دنیر کمتر بوده و حدود یک پنجم قطر یک موی انسان است.
شایع‌ترین انواع میکروفایبر به‌طور مختلف از پلی استر ساخته شده؛ polyamides (به عنوان نمونه، نایلون، Kevlar, Nomex، تروگامید)؛ و ترکیبی از پلی استر، پلی آمید، و پلی پروپیلن. میکروفایبر برای ساخت حصیر، بافتن، و بافتن، برای پوشاک، upholstery، فیلترهای صنعتی، و تمیز کردن محصولات استفاده می‌شود. شکل، اندازه، و ترکیبی از الیاف مصنوعی برای ویژگی‌های خاص انتخاب می‌شوند، از جمله نرمی، چقرمگی، جذب، دافع آب، الکترواستاتیک، و توانایی فیلترینگ. صنایع ریسندگی آذرپاک تولیدکننده نخ میکرو فایبر و پارچه میکروفایبر پارچه ماکارونی میکروفایبر و پارچه تی ماکارونی و تی ماکارونی و طی ماکارونی و انواع پارچه‌های نظافتی در ایران می‌باشد که با تکنولوژی نانو نسبت به تولید نخ میکروفایبر در ایران شده‌است. آذرپاک پیشرو در صنایع نظافتی میکروفایبر نانو

## تاریخچه
تولید الیاف فوق‌العاده ریز (ظریف تر از ۰٫۷ دنیر) مربوط به اواخر دهه ۱۹۵۰، با استفاده از تکنیک‌های ریسندگی مذاب دمیده شده و چرخش فلش است. در ابتدا تنها منگنه‌های ریز طول تصادفی می‌توانستند ساخته شوند و کاربردهای بسیار کمی پیدا شد. سپس آزمایش‌هایی برای تولید فیبرهای فوق ریز از یک نوع فیلامنت مداوم صورت گرفت: امیدوارکننده‌ترین آزمایش‌ها در دهه ۱۹۶۰ در ژاپن، توسط دکتر میوشی اوکاموتو، دانشمند صنایع ترای انجام شد. اکتشافات اوکاموتو و کشفیات دکتر تویوهیکو هیکاتا منجر به کاربردهای صنعتی زیادی شد از جمله اولتراسوید که یکی از اولین میکروفایبر مصنوعی موفق بود که در دهه ۱۹۷۰ وارد بازار شد. پس از آن استفاده از میکروفایبر در صنعت نساجی گسترش یافت. میکروفایبرها برای اولین بار در اوایل دهه ۱۹۹۰، در سوئد علنی شدند و موفقیت را به عنوان یک محصول در اروپا در طول دهه می‌دیدند.

## پروسه تولید
از آنجایی که میکروفایبرها می‌توانند قطری به اندازهٔ ۰٫۲ دنیر داشته باشند،  تولیدکنندگان منسوجات نمی‌توانند الیاف پلی استر استفاده شده در تولید میکرو فایبرها را از طریق ریسندگی‌های معمول به دست آوردند،اما برای به دست آوردن این الیاف تولیدکنندگان از لوله‌های فلزی بلند استفاده می‌کنند که الیاف پلی استر حاصل قبل از آنکه با نوارهای پلی آمید ترکیب شوند از این لوله رد شده و سپس با نوارهای پلی آمید مخلوط و سرد می‌شوند.
در این مرحله می‌توان ریز الیاف را رنگ‌آمیزی کرد یا ترکیبات شیمیایی به آن اضافه کرد که در برابر حرارت مقاومت کافی داشته باشد یا کیفیت‌های مطلوب دیگری را به آن اضافه کند.سپس میکروفایبرهای تولید شده در ورقه‌های طولانی پارچه بافته می‌شوند و برای استفادهٔ نهایی به کارخانجات مربوطه ارسال می‌گردند.

## پوشاک

### پوشاک
نرمی و لطافت پارچه میکروفایبر باعث می‌شود تا این پارچه گزینهٔ مطلوبی برای پوشاک و اکسسوری باشد. میکرو الیاف‌ها به دلیل مقاومت در برابر لکه‌ها بیشتر در ساخت دامن و کت زنانه استفاده می‌شود.
جالب است بدانید انوع خاصی از میکرو فایبرها در صنایع چرمی استفاده می‌شود که از طریق آن کمربند، کیف پول، کیف دستی و سایر لوازم اکسسوری که معمولاً از طریق چرم مصنوعی یا طبیعی ساخته می‌شوند، تولید می‌گردد.
میکروفایبر می‌تواند مورد استفاده قرار گیرد برای ساخت پارچه سخت، بسیار نرم برای لباس، اغلب در دامن و ژاکت استفاده می‌شود. پارچه میکروفایبر همچنین می‌تواند در لباس حمام، ژاکت، تنه شنا، و دیگر پوشاک آبزی مورد استفاده قرار گیرد. میکروفایبر را می‌توان به Ultrasuede ساخته شده، تقلید مصنوعی از چرم جیر، است که ارزان‌تر و آسان‌تر به تمیز کردن و دوخت نسبت به چرم جیر طبیعی.

### تجهیزات جانبی
میکروفایبر برای ساخت لوازم جانبی زیادی استفاده می‌شود که به‌طور سنتی از چرم ساخته شده‌اند: کیف پول، کیف دستی، کوله پشتی، جلد کتاب، کفش، موارد تلفن همراه، و کیف سکه. پارچه میکروفایبر سبک‌وزن، با دوام، و تا حدودی دافع آب است، بنابراین جایگزین خوبی می‌سازد.
یکی دیگر از مزایای پارچه میکروفایبر (در مقایسه با چرم) این است که می‌توان آن را با پایان‌های مختلف پوشش داد و می‌تواند با مواد شیمیایی ضد باکتری درمان شود. پارچه همچنین می‌تواند با طرح‌های مختلف چاپ، دوزی با نخ رنگی، و حرارت برجسته.

## استفاده‌های دیگر

### منسوجات برای تمیز کردن

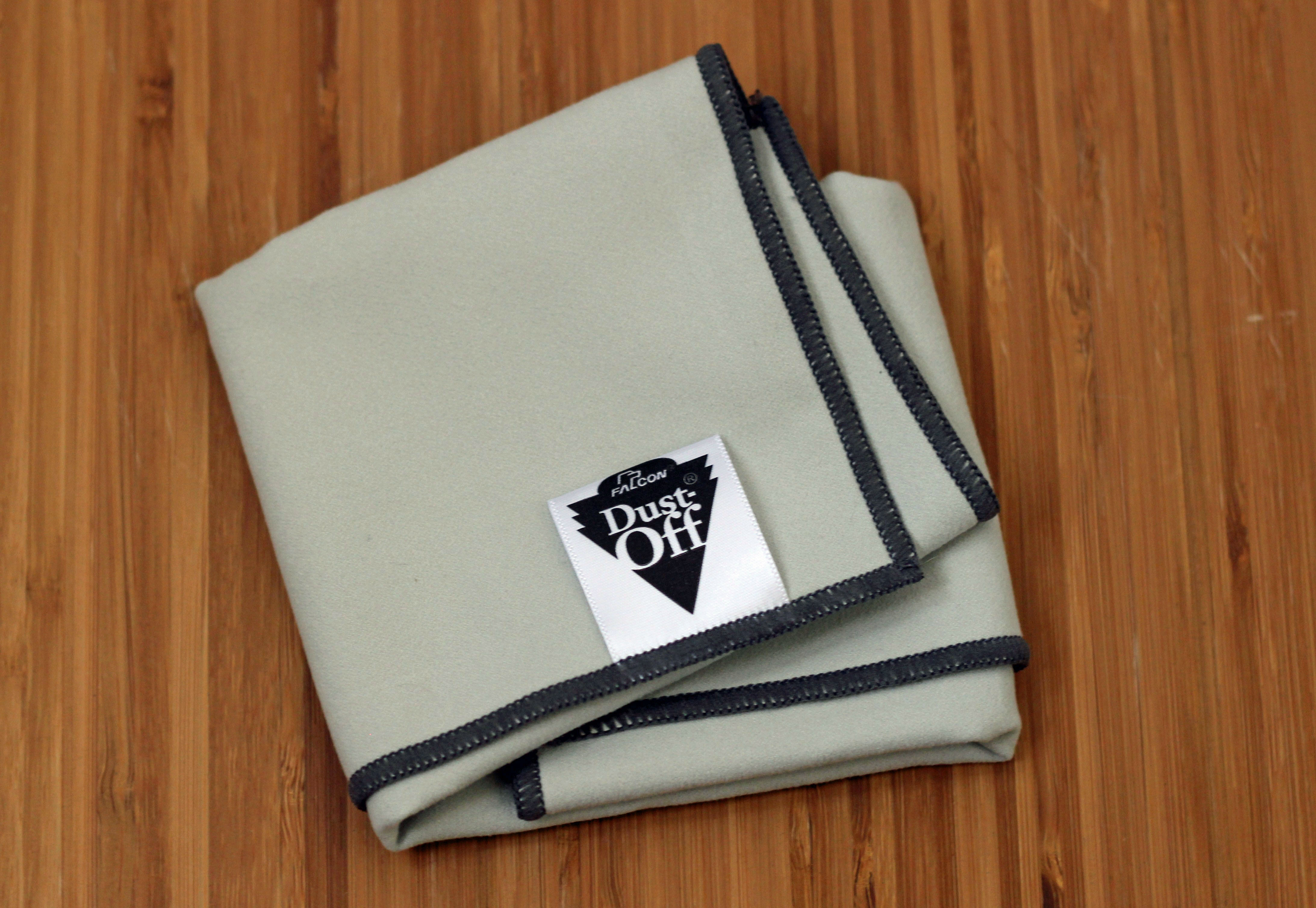
پارچه میکروفایبر برای تمیز کردن صفحه نمایش و لنزها

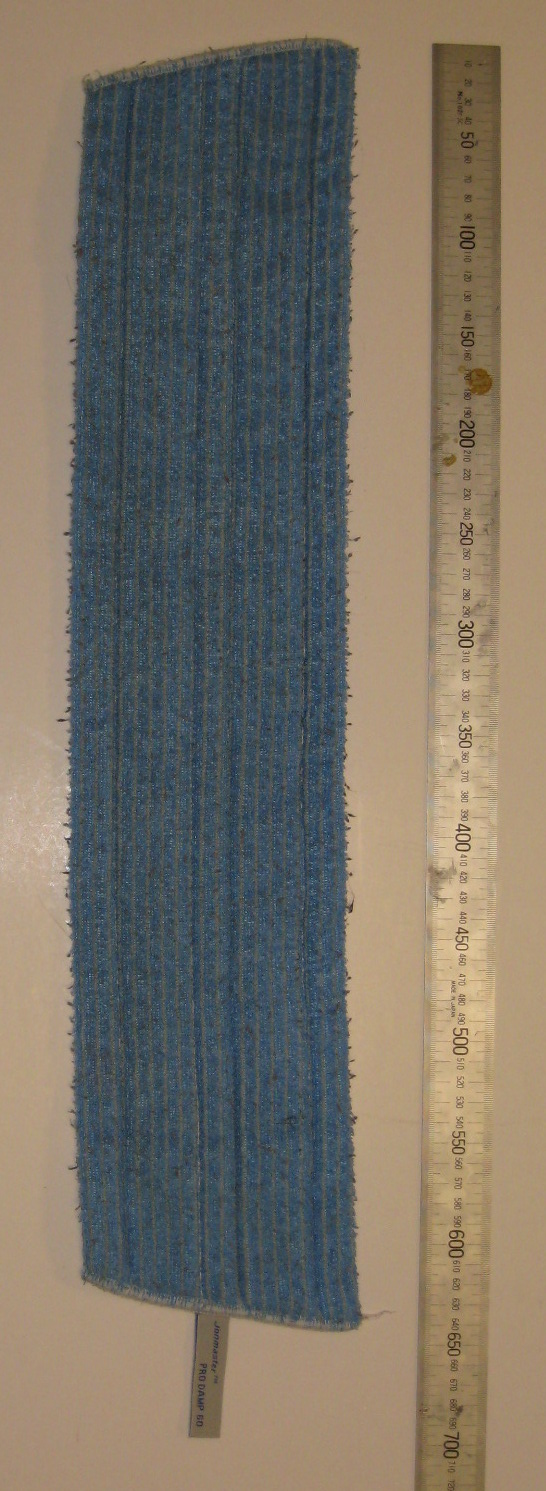
شستشوی میکروفایبر با پشت مخملی جهت بستن دسته

در تمیز کردن محصولات، میکروفایبر می‌تواند ۱۰۰٪ پلی استر، یا ترکیبی از پلی استر و پلی آمید (نایلون) باشد. این می‌تواند یا یک محصول بافته شده یا یک محصول غیر بافته شده، دومی اغلب در استفاده محدود یا پارچه‌های یکبار مصرف استفاده می‌شود. در با کیفیت‌ترین پارچه‌ها برای تمیز کردن برنامه‌های کاربردی، فیبر در طول فرایند ساخت تقسیم می‌شود تا الیاف چند رشته‌ای تولید شود. یک مقطع از پارچه میکروفایبر تقسیم شده تحت بزرگنمایی بالا مانند یک صدف به نظر می‌رسد. [استناد مورد نیاز]
الیاف تقسیم و اندازه فیلامنت‌های فردی پارچه‌ها را موثرتر از پارچه‌های دیگر برای تمیز کردن اهداف. ساختار خاک را به دام می‌افتد و حفظ می‌کند و همچنین مایعات را جذب می‌کند. بر خلاف پنبه، میکروفایبر برگ هیچ لینت، استثنا بودن برخی از مخلوط میکرو جیر، که در آن سطح مکانیکی پردازش برای تولید مخمل نرم استفاده می‌شود.
برای اینکه میکروفایبر بیشتر به عنوان یک محصول تمیز کننده مؤثر باشد، به ویژه برای خاک‌ها و موم‌های محلول در آب، باید یک میکروفایبر انشعابی باشدمیکروفایبر غیر انشعابی کمی بیشتر از یک پارچه بسیار نرم است. استثنای اصلی برای پارچه‌های مورد استفاده برای پاکسازی صورت و برای حذف روغن‌های پوست (سبوم)، کرم‌های ضدآفتاب، و دافع پشه از سطوح نوری مانند دوربین‌ها، تلفن‌ها و عینک‌های چشمی است که در آن‌ها بافته اختصاصی با انتهای بالاتر، پارچه‌های پلی استر ۱۰۰٪ با استفاده از فیلامنت‌های ۲ میکرومتر، این نوع روغن‌ها را بدون اسمیرینگ جذب خواهند کرد.
میکروفایبر که در لباس‌ها، مبلمان و دیگر کاربردهای غیر مرتبط با ورزش استفاده می‌شود، تقسیم نمی‌شود زیرا به این دلیل طراحی نشده‌است که جاذب باشد، فقط نرم است. در هنگام خرید، میکروفایبر ممکن است برچسب گذاری نشده باشد تا تعیین کند که آیا تقسیم شده‌است یا نه. یک روش برای تعیین نوع میکروفایبر، اجرای پارچه بر روی کف دست است. میکروفایبر تقسیم خواهد شد چسبیده به نقص پوست یا می‌تواند شنیده می‌شود یا احساس آن را به عنوان آن را ندارد. متناوباً می‌توان مقدار کمی آب را بر روی یک سطح سخت و مسطح ریخت و با میکروفایبر هل داد. اگر آب به جای جذب هل داده شود، میکروفایبر تقسیم نمی‌شود.
میکروفایبر را می‌توان به صورت الکترواستاتیکی برای مقاصد ویژه ای مانند تصفیه شارژ کرد

### پارچه و موپ
محصولات میکروفایبر مورد استفاده برای تمیز کردن مصرف‌کننده به‌طور کلی از الیاف مزدوگیت تقسیم پلی استر و پلی آمید ساخته شده‌است. میکروفایبر مورد استفاده برای محصولات تمیز کردن تجاری نیز شامل بسیاری از محصولات ساخته شده از پلی استر ۱۰۰٪ است. محصولات میکروفایبر قادر به جذب روغن به خصوص به خوبی هستند و به اندازه کافی سخت به خراش حتی نقاشی مگر اینکه آنها را حفظ گریت یا ذرات سخت از استفاده قبلی. به دلیل پیوند هیدروژنی، پارچه میکروفایبر حاوی پلی آمید آب بیشتری را نسبت به انواع دیگر الیاف جذب و نگه می‌دارد.
میکروفایبر به‌طور گسترده‌ای توسط جزئیات خودرو برای رسیدگی به وظایفی مانند از بین بردن موم از نقاشی، جزئیات سریع، تمیز کردن داخلی، تمیز کردن شیشه، و خشک کردن استفاده می‌شود. به دلیل فیبرهای ریز آن‌ها که لینت یا گرد و غبار باقی نمی‌مانند، حوله‌های میکروفایبر توسط جزئیات خودرو و علاقه مندان به شیوه ای مشابه چرم چامویس مورد استفاده قرار می‌گیرند.
میکروفایبر در بسیاری از کاربردهای تمیز کردن حرفه ای استفاده می‌شود، به عنوان مثال در mops و تمیز کردن پارچه. اگرچه mops میکروفایبر بیش از mops غیر میکروفایبر هزینه دارد، اما ممکن است مقرون به صرفه تر باشد زیرا طولانی‌تر طول می‌کشند و نیاز به تلاش کمتری برای استفاده دارند.
منسوجات میکروفایبر طراحی شده برای تمیز کردن در مقیاس میکروسکوپی. بر اساس آزمایش‌ها، استفاده از مواد میکروفایبر برای تمیز کردن یک سطح، باکتری‌ها را ۹۹٪ کاهش می‌دهد، در حالی که یک ماده تمیز کننده معمولی باکتری‌ها را تنها ۳۳٪ کاهش می‌دهد. ابزارهای تمیزکننده میکروفایبر نیز چربی و گریس را جذب می‌کنند و خواص الکترواستاتیک آن‌ها به آن‌ها اجازه می‌دهد تا گرد و غبار را به شدت جذب کنند.
پارچه‌های میکروفایبر نیز برای تمیز کردن لنزهای عکاسی استفاده می‌شوند چرا که ماده روغنی را بدون ساینده بودن یا ترک باقی مانده جذب می‌کنند و توسط تولیدکنندگان بزرگی مانند سینار، نیکون و کانن به فروش می‌رسد. پارچه‌های تمیز کننده میکروفایبر کوچک معمولاً برای تمیز کردن صفحه‌های کامپیوتر و عینک چشمی به فروش می‌رسد.
میکروفایبر برای برخی از برنامه‌های کاربردی تمیز کردن نامناسب است آن را به عنوان گرد و غبار تجمع، باقی مانده، و ذرات. سطوح حساس (مانند تمام سطوح پوشش داده شده با تکنولوژی بالا مانند CRT، LCD و صفحه نمایش پلاسما) به راحتی می‌تواند توسط یک پارچه میکروفایبر آسیب دیده اگر آن را برداشت تا گریت یا دیگر ذرات ساینده در طول استفاده. یکی از راه‌های به حداقل رساندن خطر آسیب به سطوح مسطح استفاده از یک پارچه میکروفایبر مسطح و غیر ناهموار است، چرا که این‌ها تمایل دارند کمتر مستعد حفظ گریت باشند.
خرقه‌های ساخته شده از میکروفایبر تنها باید با شوینده رختشویی منظم شسته شوند، نه روغنی، خود نرم‌کننده، شوینده‌های مبتنی بر صابون. نرم‌کننده پارچه نباید مورد استفاده قرار گیرد. روغن‌ها و سورفکتانت‌های موکتیک در شوینده‌های نرم‌کننده و خود نرم‌کننده الیاف را مسدود خواهند کرد و تا زمانی که روغن‌ها شسته شوند، جذب کمتری خواهند کرد. همچنین از آنجا که پارچه میکروفایبر خاک زیادی را جذب می‌کند و آب را محکم نگه می‌دارد، محیط تغذیه ای ایده‌آل را برای میکروارگانیسم‌های مختلف فراهم می‌کند.

### عایق کاری
مواد میکروفایبر مانند PrimaLoft برای عایق حرارتی به عنوان جایگزینی برای عایق پر پایین در کیسه‌های خواب و تجهیزات در فضای باز، به دلیل رستگاری بهتر گرما در هنگام مرطوب یا مرطوب استفاده می‌شود. میکروفایبر همچنین برای عایق آب در پوشش خودرو استفاده می‌شود. بسته به فن آوری تولیدکننده فیبر با استفاده از، چنین مواد ممکن است شامل از ۲ تا ۵ لایه نازک، ادغام. چنین ترکیبی نه تنها عامل جذب بالا، بلکه قابلیت تنفس مواد را تضمین می‌کند که از اثر گلخانه ای جلوگیری می‌کند.

### بسکتبال
با بسکتبال‌های پوسته میکروفایبر که قبلاً توسط FIBA استفاده می‌شد، ان بی ای یک توپ میکروفایبر را برای فصل ۰۷–۲۰۰۶ معرفی کرد. این توپ که توسط اسپالدینگ ساخته می‌شود، نیاز به یک دوره استفاده «شکستن در» به عنوان توپ‌های چرمی ندارد و توانایی جذب آب و روغن‌ها را دارد، به این معنی که عرق از بازیکنانی که توپ را لمس می‌کنند بهتر جذب می‌شود و این باعث می‌شود توپ کمتر لغزنده شود. در طول فصل، لیگ شکایت‌های زیادی از بازیکنانی دریافت کرد که دریافتند توپ متفاوت از توپ‌های چرمی تندرست شده‌است و بریدگی‌هایی را بر روی دست شان باقی گذاشته‌است. در ۱ ژانویه ۲۰۰۷ لیگ استفاده از تمام توپ‌های میکروفایبر را خراشید و به بسکتبال چرمی بازگشت.

### دیگر
میکروفایبرهای مورد استفاده در سفره‌ها، مبلمان، و فضای داخلی خودرو برای دفع خیس کردن طراحی شده‌اند و در نتیجه لکه دار کردن آن دشوار است. سفره‌های میکروفایبر تا زمانی که برداشته شوند مایعات مهره خواهند شد و گاهی تبلیغ می‌شوند که شراب قرمز را روی سفره ای سفید نشان می‌دهند که با حوله کاغذی تمیز پاک می‌شود. این و توانایی تقلید جیر از نظر اقتصادی نقاط فروش مشترک برای پارچه‌های upholstery میکروفایبر (به عنوان مانند، برای نیمکت) است. [استناد مورد نیاز]
میکروفایبرها در حوله‌ها به ویژه آنهایی که در استخرها مورد استفاده قرار می‌گیرند استفاده می‌شوند چرا که حتی یک حوله کوچک بدن را به سرعت آب می‌کند. آن‌ها به سرعت خشک می‌شوند و کمتر از حوله‌های پنبه ای مستعد هستند تا در صورت خشک نشدن بلافاصله به بن‌بست تبدیل شوند. حوله‌های میکروفایبر باید قبل از استفاده در آب خیس شوند و فشرده شوند، چرا که در غیر این صورت آب را به عنوان سفره‌های میکروفایبر دفع می‌کنند.
میکروفایبر همچنین برای کاربردهای دیگری مانند ساخت پد قاعدگی، درج پوشک پارچه ای، اسکرابرهای بدن، میت صورت، پاک کننده‌های تخته سفید، و کالاهای مختلفی که نیاز به جذب آب و/یا جذب ذرات کوچک دارند، استفاده می‌شود.

## مسائل زیست‌محیطی و ایمنی
منسوجات میکروفایبر تمایل به قابل اشتعال دارند اگر از هیدروکربن‌ها (پلی استر) یا کربوهیدرات‌ها (سلولز) تولید شوند و هنگام سوختن گازهای سمی ساطع کنند، بیشتر بنابراین اگر معطر (PET, PS, ABS) یا با عقب ماندگی شعله هالوژنه شده و رنگ‌های آزو درمان شوند. سهام پلی استر و نایلون آن‌ها از پتروشیمی‌ها ساخته می‌شود که منبع تجدیدپذیر نیستند و زیست تخریب پذیر نیستند.
برای اکثر برنامه‌های کاربردی تمیز کردن آنها برای استفاده مکرر به جای دور انداخته شدن پس از استفاده طراحی شده‌است. یک استثنا برای این تمیز کردن دقیق اجزای نوری است که در آن یک پارچه مرطوب یک بار در سراسر جسم کشیده شده‌است و نباید دوباره مورد استفاده قرار گیرد به عنوان باقی مانده جمع‌آوری شده در حال حاضر در پارچه تعبیه شده و ممکن است سطح نوری خراش.
تأثیر زیست‌محیطی پارچه میکروفایبر به صورت قابل توجهی، منفی است. حتی اگر تولید میکروفایبر تنها نسبت کوچکی از تولید کلی منسوجات مصنوعی جهان را شامل شود، باز هم این ماده در طول هر گام از چرخه استفاده موجب آلودگی می‌گردد.
تولید پلی استر و پلی آمید شامل مواد شیمیایی مصنوعی و سمی مختلفی است که به سختی می‌توان آنها را به شکل درستی دفع کرد (بعضی مواقع اصلاً نمی‌توان این کار را انجام داد). پارچه میکروفایبر در طول استفاده، میکرو الیاف را به هیدروسفر وارد می‌کند، منابع آبی را آلوده می‌نماید و به آلودگی پلاستیکی منجر می‌گردد. وقتی عمر استفاده از آنها به پایان رسید، کل محل‌های دفن زباله را اشغال می‌کنند یا آلودگی پلاستیک را به وجود می‌آوردند، چون هم پلی استر و هم پلی آمید، زیست تجزیه پذیر نیستند.